# メルキュール・ド・フランス
『メルキュール・ド・フランス』(Mercure de France) は、フランスで17世紀に発刊された文芸誌である。発行母体が度々変遷した後、現在はガリマール出版社グループに吸収されている。

## 概要
もともと、1672年から1674年まで『メルキュール・ガラン』(Mercure galant, Mercure gallant) という名前で発刊されたのが始まりで、一時休刊を挟んで、1677年から1724年まで『ヌーヴォー・メルキュール・ガラン』(Nouveau Mercure galant) として刊行された。1724年、『メルキュール・ド・フランス』と改称された。1811年から1815年までの間、ナポレオンの下、出版禁止を受け、1825年、廃刊となった。
1890年、象徴主義芸術を支持する文芸批評誌として復刊された。

## 初代『メルキュール・ド・フランス』
『メルキュール・ガラン』誌は、1672年、著述家ジャン・ドノー・ド・ヴィゼによって創刊された。名称は、ローマ神話に登場する神々の伝令使メルクリウスに由来するとともに、パリの本屋J. Richerが1611年に創刊したフランス最初の文芸誌『メルキュール・フランソワ』(Mercure françoys) にもちなんでいる。
『メルキュール・ガラン』誌の目的は、知識人階級に、宮廷生活や学問的・芸術的議論を紹介することであり、不定期に発刊され、詩、逸話、ニュース（結婚の情報やゴシップ）、舞台、芸術批評、歌、ファッションなどを取り上げた。この雑誌に取り上げられることが、流行の証（時にはスキャンダル）となった。1674年に休刊したが、1677年、『ヌーヴォー・メルキュール・ガラン』という名前で復活し、毎月刊行されるようになった。
『メルキュール・ガラン』は、ファッション界の初めての雑誌であり、ジャーナリズムの歴史の中で重要な意義を有する。ルイ14世治世下におけるファッション、贅沢品、エチケット、宮廷生活などを地方や国外に広める上で大きな役割を果たした。1670年代には、新しいシーズンのファッションに関する記事が、版画付きで掲載された。1697年8月号には、当時の新しいパズルゲーム、ペグ・ソリテールについての詳しい説明が載っており、このゲームに関する最も古い資料となっている。
同時代の著述家からからかいの対象となることも多かった。劇作家エドム・ブルソーは、気取った社交を批判した作品に『メルキュール・ガラン』という題名を付けた。ドノー・ド・ヴィゼの抗議を受けて、ブルソーは『題名のない劇』と付け直した。
17世紀の芸術・文学が古代の芸術・文学より優れているかという、18世紀初頭まで続いた「古代・現代論争」においても重要な役割を果たした。ベルナール・フォントネルと『メルキュール・ガラン』は「現代派」に属したのに対し、ニコラ・ボアロー＝デプレオーは「古代派」の頭目に押し上げられ、ジャン・ラシーヌ、ジャン・ド・ラ・フォンテーヌ、ジャン・ド・ラ・ブリュイエールがこれを応援した。
雑誌は商業的に成功し、ドノー・ド・ヴィゼは相当の収入を得た。フランス芸術・人文科学の世界における審判としての地位を得、革命前フランスにおける最も重要な文学雑誌と呼ばれる。
トマ・コルネイユは、頻繁に寄稿した。ドノー・ド・ヴィゼが1710年に死去してからも刊行が続けられた。1724年、『メルキュール・ド・フランス』と改称され、政府に任命された編集委員が入ることにより、準公的性格を有するようになった。利益は、執筆者の年金に充てられることになった。ジャン＝フランソワ・ド・ラ・アルプが20年以上にわたり編集主幹を務め、ジャック・マレ・デュ・パンも協力した。その他の著名な編集者・寄稿者として、ジャン＝フランソワ・マルモンテル、ギヨーム・トマ・フランソワ・レナール、ニコラ・シャンフォール、ヴォルテールなどがいる。
「バロック」という言葉の使用例として確認できる最も古いものが、『メルキュール・ド・フランス』1734年5月号であり、ジャン＝フィリップ・ラモーの『イポリートとアリシー』に対する匿名の風刺的批評で、軽蔑的に用いられている。
フランス革命直前に、経営権がシャルル＝ジョセフ・パンクークに譲渡された。革命の間、一時的に『ル・メルキュール・フランセ』と改称した。1811年、ナポレオンにより出版が禁止されたが、1815年復刊した。最後の出版が1825年である。

## 復刊後の『メルキュール・ド・フランス』
19世紀末、アルフレッド・ヴァレットが、パリ6区のカフェ「ラ・メール・クラリス」に集まった象徴主義の詩人ら（ジャン・モレアス、エルネスト・レイノー、ジュール・ルナール、レミ・ド・グールモン、ルイ・デュミュール、アルフレッド・ジャリ、アルベール・サマン、サン＝ポル＝ルー、アルベール・オーリエ、ジュリアン・ルクレルク）とともに文芸誌『メルキュール・ド・フランス』を再刊した。第1号は1890年1月1日に刊行された。
その後の10年間に、出版事業は成功し、ステファヌ・マラルメやジョゼ＝マリア・ド・エレディアといった詩人も新作を発表するようになった。1905年からは隔月刊となった。
1889年、アルフレッド・ヴァレットは、小説『ヴィーナス氏』が不道徳だとして非難を浴びた作家ラシルドと結婚した。ラシルドは、1924年まで編集委員を務め、彼女の個性と作品も雑誌の知名度向上に貢献した。ラシルドは火曜日にサロンを開いて人を集め、この「メルキュールの火曜日」は作家たちの間で有名になった。
当時の他の批評誌と同様、『メルキュール』誌でも、1894年から書籍の出版を始めた。象徴派の作品のほか、フリードリヒ・ニーチェの最初の仏訳、アンドレ・ジッド、ポール・クローデル、シドニー＝ガブリエル・コレット、ギヨーム・アポリネールの書き下ろし作品、トリスタン・クリングゾルの詩などを刊行した。その後は、アンリ・ミショー、ピエール・ルヴェルディ、ピエール・ジャン・ジューブ、ルイ＝ルネ・デ・フォレ、ピエール・クロソウスキー、アンドレ・デュ・ブーシェ、ジョルジュ・セフェリ、ウジェーヌ・イヨネスコ、イヴ・ボヌフォワの著作などを出している。
1935年にヴァレットが死去すると、経営権は、1912年から編集に加わっていたジョルジュ・デュアメルに引き継がれた。1938年、デュアメルはその反戦姿勢が理由で更迭され、ジャック・ベルナールがこれに代わった。ベルナールは、ドイツへの戦争協力を理由に逮捕され有罪判決を受けた。第2次世界大戦後、支配株主であったデュアメルは、レジスタンスに参加していたポール・アルトマンを経営者に指名した。
1958年、ガリマール出版社グループが『メルキュール・ド・フランス』を買収し、シモン・ガリマールが社長に任命された。1995年、イザベル・ガリマールが出版社の経営を引き継いだ。